# Retablo de San Miguel (Jaume Huguet)
El Retablo de San Miguel es una obra de estilo gótico catalán realizada en temple de huevo por Jaume Huguet entre los años 1455 y 1460. Se conservan seis tablas de las nueve que tenía cuando fue encargado por el Gremio de Tenderos revendedores de Barcelona en 1455 para su capilla de la iglesia de Santa María del Pino. en el siglo XV, la capilla de San Miguel de la iglesia del Pino estaba ubicada donde actualmente está la capilla de la Inmaculada. Posteriormente, la advocación al santo fue trasladada a la actual capilla de San Miguel donde se instaló un retablo barroco. En 1923 la Junta de Museos de Cataluña comenzó una negociación con el gremio, que en 1940 permitió el ingreso de seis compartimentos del mismo conjunto en depósito, para acabar siendo adquiridos en 1970 por el Museo Nacional de Arte de Cataluña, donde actualmente se exponen.

## Historia
La datación fue propuesta a partir de los documentos de concesión de la capilla de San Miguel de Santa María del Pino al Gremio de Tenderos Revendedores en enero de 1455 y de la consagración de esta el 3 de mayo de 1456, fechas coincidentes con la atribución por motivos estilísticos. Ahora bien, existen algunas diferencias de estilo entre algunas tablas, lo que ha ha hecho sospechar que el día de la consagración solo las tablas centrales del retablo estaban terminadas, y que el resto habrían sido pintadas posteriormente, entre 1456 y 1460, un retraso probablemente causado por la coincidencia con la guerra civil catalana.
Dos siglos más tarde se instaló un coro en el centro de la nave que limitaba el espacio y dificultaba las actividades del gremio. Como consecuencia de ello, el 10 de abril de 1630, se trasladaron a la capilla vecina de San Cosme y San Damián. Un siglo más tarde, en 1798, el gremio optó por encargar un nuevo retablo barroco a Salvador Gurri que, además de la imagen del arcángel, incorporó los santos protectores de la nueva capilla . El retablo de Huguet fue desmontado y conservado en las instalaciones del gremio.
Fue expuesto en el Salón de Arte Antiguo celebrado en Barcelona en 1936, cedido por el gremio de Revendedores.
Al empezar la Guerra Civil Española y para proteger las obras de arte de los saqueos de que eran víctimas los edificios religiosos, el presidente de la Generalidad de Cataluña dictó el 22 de julio de 1936 un decreto de defensa del patrimonio amenazado. Grupos de voluntarios se organizaron para salvar las obras en peligro. Las seis tablas del retablo de los Revendedores fueron trasladadas el mismo día 22 al Museo de Arte de Cataluña por Apel·les Fenosa, Francisco Camps Ribera, Santiago Soto Fernández y Ramón Llisas Fernández. Dos días más tarde, Lluís Companys ordenó decomisar «todos los materiales y objetos de interés pedagógico, científico, artístico, histórico, arqueológico, bibliográfico y documental, que estén situados en los edificios o locales de instituciones públicas del territorio de Cataluña afectados por los actuales acontecimientos». Posteriormente fueron trasladados a Olot, cuando las instalaciones del museo fueron vaciadas huyendo de los bombardeos de Barcelona.
Aunque la Junta de Museos de Barcelona reclamó a principios del siglo XX su cesión, que no se produjo hasta 1940, en que la Asociación de Socorro Mutuo, nombre del que había sido el gremio de Revendedores, cedió las tablas al Museo Nacional de Arte de Cataluña.

## Datos de contexto

### El autor
Jaume Huguet (Valls 1412 - Barcelona 1492) fue un pintor gótico catalán con un estilo que evolucionó del gótico internacional hacia las innovaciones incorporadas desde la pintura flamenca. Su formación se realizó entre Valencia, Tarragona y Barcelona, si bien no se descarta que pudiera haber visitado Cerdeña o Nápoles, que formaban parte de la Corona de Aragón. Desarrolló su máxima actividad en Barcelona a partir de 1448, donde creó un taller que prácticamente monopolizó la realización de retablos en Cataluña durante la segunda mitad del siglo XV, una vez muertos Bernat Martorell y Lluís Dalmau. Su taller incorporó sus discípulos y también miembros de la familia Vergós con la que mantuvo una estrecha relación personal y que son considerados coautores de este retablo.
Una parte importante de su obra se ha perdido en revueltas que han destruido las iglesias que las contenían y la mayoría de obras conservadas son paneles de retablos que han sido desmontados.

### Estilo
En este periodo aparecieron en Valencia las modernas tendencias de la época que vienen a producir una evolución de los artistas educados en el gótico internacional. Llegó la influencia del realismo de los primitivos flamencos, especialmente de la escuela pictórica de Jan van Eyck, autor de moda en la Corona de Aragón gracias a la mano de Luis Dalmau. Se puede suponer que Jaume Huguet asimiló estas nuevas formas llegadas de Flandes a Valencia antes de que Luis Dalmau marchara a Barcelona en 1445, año de la llegada de Jaume Huguet.
En los primeros años de su carrera, donde se encuadra esta obra, el autor manifestó un aire figurativo propio del estilo italiano. En algunas obras sorprende la proximidad al quattrocento, como el Retablo de la Epifanía del MEV.
En esta obra, la técnica empleada se caracteriza por la aplicación de pinceladas largas y un dibujo de gran precisión. De esta manera logra dar una notable corporeidad a las figuras, unas figuras de mucha elegancia. Esta corporeidad no alcanza, sin embargo, la sensación escultórica que Robert Campin o Jan van Eyck dan a sus figuras, pero se aproxima. El distanciamiento en el tratamiento escultórico también se puede apreciar en la ropa. Huguet manifiesta una preocupación por la representación tridimensional sobre dos dimensiones aplicando rudimentarios instrumentos de perspectiva con la convergencia de los suelos de baldosas, así como un manifiesto interés para separar los diferentes planos entre personajes mediante su tamaño.
Los rostros son muy expresivos, como los de los personajes que asisten en la Aparición de San Miguel en el castillo de Sant'Angelo, muy bien trabajados y con una clara voluntad de individualizarlos. De hecho, en la obra de Huguet uno de los rasgos más característicos es la incorporación de un amplio abanico de personajes individualizados, un rasgo de ascendencia flamenca. Huguet despliega una clara tendencia a dotar a las escenas de elementos reales, y tiene especial cuidado por los ambientes en que se mueven las figuras, con escenas al aire libre y paisaje de fondo que la aproximan a la pintura flamenca. Destaca la voluntad del artista para crear la ilusión de espacio, si bien el vínculo entre primer término y fondos no siempre está bien trabajado. Por ejemplo en la tabla de la  Aparición de San Miguel en el castillo de Sant'Angelo , aunque la procesión podría ser un recurso espacial para ganar perspectiva y dar profundidad, no se ha sabido resolver, y en vez de verse un distanciamiento y disminución progresivo, sus integrantes parecen amontonados en el primer término. Ahora bien, encabezando la procesión encontramos un personaje de espalda, un recurso giottesco para crear profundidad, que también utilizaría Robert Campin con el personaje de Zelemi, la comadrona de la  Natividad  de Dijon, o La boda de la Virgen del Museo del Prado.

### Tema
El retablo está dedicado a la divinidad del arcángel San Miguel, uno de los miles Christi -guerreros de Cristo-, junto con San Jorge con el que comparte atributos similares, tan solo diferenciados por las alas de ángel del primero.
A pesar de las pocas referencias suyas que aparecen en la Biblia, ha contado históricamente con una gran devoción quizás por su rol de ángel protector del pueblo de Israel, tal como se narra en el libro de Daniel. Se le representa dirigiendo los ejércitos celestiales contra Satanás y los ángeles rebeldes, expulsándolos del cielo. San Miguel es también el psicopompo que se encarga de pesar las buenas y malas acciones en el Juicio Final, una función derivada de las divinidades paganas del Anubis egipcio y el Hermes griego. La devoción pasó de oriente hacia la zona de influencia bizantina del sur de Italia. No obstante, esta imagen, muy frecuente en el arte gótico, no aparece en este retablo.
La gran extensión de su devoción se difundió en la segunda mitad del siglo XIII mediante la Leyenda áurea de Jacopo della Voragine, donde se narran varias leyendas del santo. Dentro del contexto desolador que se vivía en Europa por un cúmulo de desgracias y calamidades, esta obra consiguió atravesar el continente ávido de santos protectores contra la muerte, como San Miguel, San Mauricio o san Adrián. De esta publicación se derivan algunos de los episodios más conocidos como la Aparición de San Miguel en el castillo de Sant'Angelo o El Milagro del Monte Gargano, probablemente el tema de una de las tablas perdidas de este retablo. Como miles Christi, su enfrentamiento con las fuerzas del mal adopta una triple fórmula iconográfica. La más popular es su Lucha contra el dragón, a veces en combinación con la psicostasis. La Batalla del cielo es el segundo escenario que termina en la caída de los ángeles rebeldes citado en el Apocalipsis. Por último, el combate con el anticristo, un episodio que representa un precedente del Juicio Final. Dos de estas representaciones, la Lucha contra el dragón  en la tabla central, y el Combate con el anticristo figuran en este retablo.

## Descripción de las tablas
El retablo se estructuraba en tres calles.
El central, probablemente fue el primero que se realizó, contiene tres tablas: la principal está en el piso inferior, es una de las más grandes y está dedicada al arcángel San Miguel, titular del retablo; en el centro de la calle, la segunda mesa está dedicada a la Virgen María entronizada que está representada rodeada de santas con una estética de Jan van Eyck y, en la tabla superior, se representa un calvario, clásico en los retablos de la época.
Las tablas que se conservan de las calles laterales corresponden a acontecimientos protagonizados por San Miguel. La tabla superior de la calle derecha muestra la victoria del santo sobre el anticristo, un hecho que es uno de los iconos distintivas de este arcángel; en el piso inferior de la misma calle está el  Milagro del Mont Saint-Michel  y, en la única tabla que ha sobrevivido de la calle izquierda, hay otro milagro del santo, la  Aparición de San Miguel en el castillo de Sant'Angelo.
Si se hace un análisis conjunto, se puede llegar a la conclusión de que existe una uniformización de los temas escogidos, y que por tanto, las tablas desaparecidas del retablo podrían haber sido temas como el milagro del  Monte Gargano, la  Caída de los ángeles rebeldes o la misa por las almas de los difuntos. Por otra parte, el gran número de obras pictóricas con la imagen y la leyenda de San Miguel es una prueba irrevocable de la extensión del culto en toda Cataluña a finales de la Edad Media.
| Imagen | Datos | Descripción | Localización   |
| ------ | --- | --- | -------------- |
|        | Calvario 1455-1460 Pintura al temple, relieves en estuco y dorado sobre maderax 214,4 x 135,8 cm                                              | El calvario o crucifixión era la tabla superior central del retablo, una ubicación habitual en los retablos de Huguet. Aparte de los personajes propios de la crucifixión de Jesús, san Juan sosteniendo la Virgen, las tres marías, Jesús y los ladrones; a la derecha se observa un obispo a caballo que representa uno de los príncipes de los sacerdotes que se describen en tres de los evangelios canónicos increpando a Jesús crucificado. Una imagen que se encuentra en otras pinturas de Lluís Borrassà, Joan Mates y Bernat Martorell. El propio Huguet usó la figura del obispo en la escena de la crucifixión del Retablo de Pertegàs del MNAC y el Retablo de los santos Abdón y Senén. Esta figura solo se encuentra en la pintura gótica catalana. | MNAC Barcelona |
|        | Virgen María y santas 1455-1460 Pintura al temple, relieves en estuco y dorado sobre maderax 136,2 x 135,8 cm                                 | Una entronización de la Virgen con Niño, con un cierto aire flamenco, como Virgen del canónigo Van der Paele obra de Jan van Eyck, con un trono central sobre alfombra oriental y con dos santas a cada lado. Le acompañan santa Bárbara, con la torre como atributo; santa Lucía, con los ojos sobre una bandeja; santa Inés con un cordero y una mártir con la palma. La inclusión de fondo de oro contribuye a una menor sensación de espaciosidad, al tiempo que realza las figuras humanas y les da mayor protagonismo. A pesar de todo, el autor consigue una cierta perspectiva con el recurso del pavimento de baldosa y la alfombra mencionada. | MNAC Barcelona |
|        | San Miguel 1455-1460 Pintura al temple, relieves en estuco y dorado sobre maderax 214 x 136 cm                                                | Es la imagen más conocida del retablo. Muestra un joven San Miguel de piel blanca y cabellera rubia y rizada que destaca bajo una corona dorada enmarcada dentro de un gran nimbo. De su espalda salen dos grandes alas que sobrepasan por encima de la cabeza y la corona, creando una ilusión visual como si estuviera enmarcado dentro de una mandorla. Para parecerse a las alas de un pájaro, el artista las ha cubierto de plumas de pavo real. Va elegantemente vestido con una especie de jubón que le llega por debajo de la cintura, decorado con motivos florales dorados sobre fondo negro. Lleva una larga capa de color verde forrada en rojo y festoneada en oro, que le baja desde los hombros hasta la altura de las rodillas; está atada delante de su cuello con un broche dorado. No lleva armadura en el cuerpo, si presenta pernerass sobre las piernas y grandes protecciones en los brazos. El brazo derecho lo tiene levantado sosteniendo una lanza rematada con una cruz, mientras que el izquierdo lo apoya sobre la espada enfundada que lleva en la cintura. Se presenta en actitud de aplastar y lancear un monstruo antropomorfo situado bajo sus pies que representa Lucifer y la victoria del arcángel sobre los ángeles rebeldes. | MNAC Barcelona |
|        | Aparición de San Miguel en el castillo de Sant'Angelo 1455-1460 Pintura al temple, relieves en estuco y dorado sobre maderax 184,5 x 106,3 cm | En la tabla se muestra a San Miguel sobre el mausoleo de Adriano cuando circulaba una procesión encabezada por el papa Gregorio I. El arcángel enjuga su ensangrentada espada y la enfunda. La iconografía se inspira en la aparición de San Miguel que se cita en la Leyenda áurea de Jacopo della Voragine. En ella se describe como a finales del siglo VI una epidemia de peste asoló Roma. El papa Gregorio I (540-604), posteriormente santificado, había rogado a Dios para que se acabara la epidemia y tuvo un sueño en el que aparecía el arcángel Miguel envainando la espada en la parte más alta de lo que, después de este evento, se convertiría el castillo Sant'Angelo de Roma. La aparición fue interpretada como una señal del fin de la epidemia. Esta es la tercera aparición de San Miguel Arcángel. Para conmemorarlo se levantó una capilla en su honor y el edificio pasó a llamarse Castillo de Sant'Angelo. | MNAC Barcelona |
|        | San Miguel vencedor del Anticristo 1455-1460 Pintura al temple, relieves en estuco y dorado sobre maderax 194,8 x 107,3 cm                    | Los personajes centrales son San Miguel matando al anticristo, un ser con forma humana, si bien está acompañado de un pequeño demonio saliendo de él que lo identifica con el maligno. La composición deriva probablemente de la tabla central del Retablo de San Miguel de Cruces de Lluís Borrassà. Ambas muestran un combate aéreo entre el arcángel y el anticristo por encima del Monte de los Olivos con un grupo de gente que los observa expectante. La escena de esta obra no es fiel con la descripción de la Leyenda áurea que sitúa el anticristo sentado en un trono dentro de una tienda, mientras que aquí está en un combate aéreo, una composición inspirada en El libro del Ángeles de Eiximenis, concretamente en el capítulo XLI del libro V donde se relata «la terça e quarta obra principal que farà sent Miquel en lo temps final». | MNAC Barcelona |
|        | Miracle del Mont Saint-Michel 1455-1460 Pintura al temple, relieves en estuco y dorado sobre maderax 145,3 x 107 cm                           | Representa el milagro atribuido al arcángel San Miguel donde ayuda a una mujer que iba de peregrinación hacia el Mont Saint-Michel cuando se pone de parto en medio de una subida repentina de la marea. El santo hace que el espacio donde se encontraba se mantenga seco y seguro hasta que vuelva a bajar la marea. Este milagro ha sido también atribuido a la intercesión de la Virgen María, un hecho que se recogió en la cantiga Acorrer-nos pode e de mal guardar, la número 96 de las Cantigas de Santa María de Alfonso el Sabio. | MNAC Barcelona |